# 이동원 (축구 선수)
이동원(1983년 11월 7일 ~ )은 대한민국의 은퇴한 축구 선수로, 선수 시절 포지션은 수비수였다.